# Jajva
Jajva (russisk Я́йва) er en flod i Perm kraj i Rusland og en af bifloderne til Kama fra venstre. Floden er 304 kilometer lang og har et afvandingsareal på 6.250 km² samt en decharge på 88 m³/s.
Floden starter hvor floderne Severnoj Jajvy og Poludennoj Jajvy løber sammen nær grænsen til Sverdlovsk oblast, vest for Typyldalen. Jajva munder ud i Kama via Kama-reservoiret.
De største bifloder til Jajva er Gub, Abija, Kad, Tjikman, Tjanva, Vilva og Usolka fra venstre, og Ulvitsj og Ik fra højre.
59°19′13″N 56°39′18″Ø / 59.3203°N 56.655°Ø